# Гаврась, Сергей Петрович
Сергей Петрович Гаврась (укр. Сергій Петрович Гаврась; род. 16 июня 1957) — советский и украинский легкоатлет, специалист по метанию копья. Наивысшие результаты показывал в 1980-х годах: обладатель бронзовой медали Игр доброй воли, чемпион СССР, многократный призёр первенств всесоюзного и республиканского значения. Мастер спорта СССР международного класса.

## Биография
Сергей Гаврась родился 16 июня 1957 года. Занимался лёгкой атлетикой в Харькове, Сумах, Ромнах, выступал за Украинскую ССР и добровольное спортивное общество «Спартак».
Впервые заявил о себе в сезоне 1982 года, когда в метании копья выиграл серебряную медаль на соревнованиях в Киеве.
В 1983 году выиграл турниры в Харькове, Одессе, Запорожье, был вторым в Алуште и Ленинграде, выступил на чемпионате страны в рамках VIII летней Спартакиады народов СССР в Москве. Будучи студентом, представлял Советский Союз на Всемирной Универсиаде в Эдмонтоне, где с результатом 81,46 стал пятым.
В 1984 году выиграл серебряную медаль на зимнем чемпионате СССР по метаниям в Адлере, занял четвёртое место на Мемориале братьев Знаменских в Москве. Рассматривался в качестве кандидата на участие в летних Олимпийских играх в Лос-Анджелесе, однако СССР вместе с несколькими другими странами восточного блока бойкотировал эти соревнования по политическим причинам. Вместо этого Гаврась выступил на альтернативном турнире «Дружба-84» в Москве — метнул здесь копьё на 85,08 метра, расположившись в итоговом протоколе на шестой строке.
В 1985 году на соревнованиях в Ялте превзошёл всех соперников и установил свой личный рекорд с копьём старого образца — 86,24 метра, тогда как на чемпионате СССР в Ленинграде завоевал золото с результатом 84,90.
В 1986 году взял бронзу на зимнем чемпионате СССР по метаниям в Адлере и на впервые проводившихся Играх доброй воли в Москве.
В 1987 году получил серебро на зимнем чемпионате СССР по метаниям в Адлере, победил в матчевой встрече со сборной Италии в Турине, стал третьим в матчевой встрече со сборной ГДР в Карл-Маркс-Штадте, установив при этом личный рекорд и рекорд Украинской ССР с копьём нового образца — 81,74 метра. На чемпионате СССР в Брянске занял четвёртое место.
В 1991 году на чемпионате страны в рамках X летней Спартакиады народов СССР в Киеве показал шестой результат.
В 1992 году выиграл серебряную медаль на открытом зимнем чемпионате СНГ по метаниям в Адлере.
Впоследствии ещё в течение многих лет оставался действующим спортсменом, принимал участие в легкоатлетических турнирах на Украине, несколько раз становился призёром украинских национальных первенств, успешно выступал на ветеранских соревнованиях по лёгкой атлетике — выигрывал мастерские чемпионаты мира в метании копья в различных возрастных категориях.
Помимо спортивной деятельности занимался также политикой, несколько раз баллотировался в Верховную Раду от Прогрессивной социалистической партии Украины и Блока Наталии Витренко «Народная оппозиция».